# サジタリウス (宝塚歌劇)
『サジタリウス』は宝塚歌劇団の舞台作品。雪組公演。形式名は「ショー」。16場。作・演出は中村暁。花總まりの宝塚大劇場トップお披露目公演。併演作品は『雪之丞変化』。

## 公演期間と公演場所
- 1994年11月11日 - 12月18日　宝塚大劇場[1]
- 1995年3月3日 - 3月30日　東京宝塚劇場[2]

## 解説
※『宝塚歌劇100年史（舞台編）』の宝塚大劇場公演参考。
射手座（ラテン語：Sagittarius)の持つ積極的で明るい雰囲気をイメージとして構成。様々な星で青年と娘のロマンスが繰り広げられる。たっぷりとした歌声と精悍なダンスで振りまいた一路真輝を中心に、若さとエネルギー溢れた雪組が華やかな星の世界を展開した。「夢を見てこそ、夢を実現できる」、そんな気持ちを込めた中村暁、初のショー作品。

## スタッフ
※氏名の後ろに「宝塚」、「東京」の文字がなければ両劇場共通。
- 作曲・編曲：吉田優子[1]/西村耕次[1]
- 音楽指揮：佐々田愛一郎（宝塚）[1]、清川知己（東京）[2]
- 演奏：東宝オーケストラ（東京）[2]
- 振付[1]：羽山紀代美/尚すみれ
- 装置：大橋泰弘[1]
- 衣装：任田幾英[1]
- 照明：今井直次[1]
- 音響：加門清邦[1]
- 小道具：伊集院撤也[1]
- 効果：中屋民生[1]
- 舞台監督[2]：佐田民夫（東京）/江口正昭（東京）/阿部雅一（東京）/星恵（東京）
- 演出助手[1]：藤井大介/齋藤吉正
- 装置補：新宮有紀[1]
- 衣装補：田口美香[1]
- 制作：古澤真[1]
- 製作担当：長谷山太刀夫（東京）[2]

## 主な配役
※下記のデータは宝塚・東京共通。
- 星人S、アルビレオ/コング、星人男S - 一路真輝[4]
- 星人女S、エウロパ、ペガサスの女S - 花總まり[4]
- 星人1、星人イオ、コング - 高嶺ふぶき[4]
- 星人2、カリスト、王様、コング - 轟悠[4]
- グロビュールの男S、パッションS、星人3 - 香寿たつき[4]

## 主な楽曲
- サジタリウス